# São Pedro de France
São Pedro de France é uma freguesia portuguesa do município de Viseu, com 18,64 km² de área e 1217 habitantes (censo de 2021). A sua densidade populacional é 65,3 hab./km².
A freguesia de S. Pedro de France encontra-se no extremo oriental do concelho de Viseu, no limite com o concelho vizinho de Sátão. Confina ainda com as freguesias de Barreiros, Cepões, Cavernães, Santos Evos e Povolide.

## Demografia
A população registada nos censos foi:
| Distribuição da População por Grupos Etários | Distribuição da População por Grupos Etários | Distribuição da População por Grupos Etários | Distribuição da População por Grupos Etários | Distribuição da População por Grupos Etários |
| -------------------------------------------- | -------------------------------------------- | -------------------------------------------- | -------------------------------------------- | -------------------------------------------- |
| Ano                                          | 0-14 Anos                                    | 15-24 Anos                                   | 25-64 Anos                                   | > 65 Anos                                    |
| 2001                                         | 243                                          | 237                                          | 681                                          | 290                                          |
| 2011                                         | 160                                          | 148                                          | 641                                          | 421                                          |
| 2021                                         | 106                                          | 115                                          | 562                                          | 434                                          |

## História
O povoamento da área que hoje corresponde a S. Pedro de France parece apontar para uma origem pré-histórica. Nos sítios de Assento do Turco e São Cristóvão, bem como junto à escola, apareceram sepulturas escavadas na rocha, as quais se integram num mapa que abrange toda a região para testemunhar um povoamento bem antigo da freguesia.O nome da freguesia, invulgar na toponímia portuguesa, aponta para uma cronologia anterior à fundação da Nacionalidade. Terá tido origem numa Villa Franci, um genitivo antroponímico de origem germânica da época da Reconquista Cristã. A primeira reconquista aos mouros da zona em que S. Pedro de France se insere deveu-se a D. Afonso III das Astúrias, em 870. Pela mesma altura em que o presor germânico tomou conta da povoação, ter-se-á restaurado a paróquia que, embora não haja certezas, podia vir dos tempos visigóticos. Segundo as Inquirições de 1258, ordenadas por D. Afonso III, a paróquia de S. Pedro de France já estava profundamente povoada, com as villas de Forniçô e Bassim a constituírem uma cavalaria. O lugar e villa de Cavelo era-o também (mas neste caso dos de Povolide); Casal Oduro era-o da Sé de Viseu, a quem havia sido doada por um juiz, Diogo Pais de seu nome, no tempo de D. Afonso II. Pevidal era uma honra, tal como Vila Verde, a villa de São Cristóvão, Tabuadelo, Lamaçais e Moreira. A Sé de Viseu e os fidalgos locais, repartiam todo o espaço da atual freguesia, o que demonstra o interesse económico que nela encontravam já em plena Idade Média.
Em termos de património edificado, uma primeira palavra para a Igreja Paroquial, consagrada a S. Pedro. É semelhante a outros templos paroquiais do concelho, com duas janelas com frontão acima do portal da porta principal. No centro, um nicho com imagem. Tem torre sineira adossada do lado esquerdo da fachada. A freguesia conta ainda com seis outros templos dedicados a servir a Fé da sua população. É a Capela de S. João, Capela de S. Lourenço, Capela da Sra. da Conceição, Capela de S. Tiago, Capela da Senhora da Cruz, Capela de Santa Luzia e Capela de Santo Amaro. A ordenação heráldica da freguesia é a seguinte: Brasão - Escudo de vermelho, pinheiro arrancado, de ouro e frutado de verde, entre duas chaves postas em pala, com palhetões virados para o chefe, a da dextra volvida, de ouro e a de sinistra de prata. Coroa mural de prata de três torres. Listel branco, com legenda a negro: "S. Pedro de France".
A freguesia de São Pedro de France terá tido, ao que tudo indica, a sua medieval origem numa Villa Franci, um genitivo antroponímico de origem germânica, da época da reconquista cristã da região. Uma região muitas vezes disputada por muçulmanos e cristãos, dada a sua posição estratégica de fronteira. De facto, após o século VIII, toda a região, sofreu da instabilidade provocada pela guerrilha frequente entre ambos os campos de contendores. A primeira reconquista efectiva, deve-se a D. Afonso III das Astúrias (870), e como aconteceu na região de Lamego, Chaves e Tui, orei tentou consolidar a posição alcançada presurando todas as villas rurais e agrícolas da região, ao tempo mais ou menos abandonadas e em decadência económica. Estes presores apareciam de supetão, com cavalos, bandeiras e trombetas, convocavam o povo para lhes anunciar que a partir desse momento, tudo e todos tinham um novo senhor, certamente um rei e uma bandeira de que nunca ouviram falar, mas que aqui ficava representado pessoalmente por um presor, ou seu subordinado. Havia que aceitar o facto e o novo nome. O povoado passou a ser uma villa de Franci. Ao mesmo tempo deve Ter-se restaurado a paróquia. Em Viseu ficou a cabeça administrativa e a região readquiriu um esboço organizativo, prosperando demograficamente a partir de então.
Nos meados do século XIII, a paróquia de S. Pedro de France (o próprio orago confirma que ela é anterior à Nacionalidade) já estava profundamente povoada, com as villas de Forniçô e Bassim, a constituirem uma cavalaria. O lugar e villa de Cavelo era-o também (mas neste caso dos de Povolide); Casal Oduro era-o da Sé de Viseu, a quem havia sido doada por um juiz, Diogo Pais de seu nome, no tempo de D. Afonso II. Pevidal era uma honra, tal como Vila Verde, a villa de São Cristóvão, Tabuadelo, Lamaçais e Moreira. A Sé de Viseu e os fidalgos locais, repartiam todo o espaço da atual freguesia, o que demonstra o interesse económico que nela encontravam já em plena Idade Média.
Na área da freguesia, nomeadamente nos sítios de assento do Turco e São Cristóvão, bem como junto á escola, apareceram e estão documentadas sepulturas escavadas na rocha, as quais se integram num mapa que abrange toda a região para testemunhar um povoamento bem antigo da freguesia
Realiza-se anualmente uma festa popular em honra de São Pedro na localidade de Figueiredo. Em termos culturais, de destacar a igreja com um incalculável valor em arte sacra e o sítio geológico denominado "O Assento do Turco", um complexo constituído por um penedo, onde este se sentava, com marcas (alegadamente naturais e não esculpidas) de variadas partes do seu corpo (ex.: pegadas) e uma pequena gruta, na qual, reza a lenda, cozinhava crianças mortas como se de um forno se tratasse.

## Património
- Igreja Paroquial de São Pedro de France - Figueiredo
- Capela de São João - Travássos
- Capela de Santa Luzia - Forniçô
- Capela de Santo Amaro - Lamaçais
- Capela de São Lourenço - Outeiro
- Capela de São Tiago - São Cristóvão
- Capela de Nossa Senhora do Rosário - Figueiredo
- Capela de Nossa Senhora da Pena - Carvalhal

## Equipamentos
- Jardim de Infância e EB1 de Casal de Esporão
- Lar Residencial "Sol" - Carcavelos
- Campo de Jogos - Casal do Esporão
- Cemitério de São Pedro de France
- Casa Mortuária - Figueiredo
- Ponto de água para combate a incêndios  (junto ao Santuário da N. Srª Rosário)

A freguesia é igualmente dotada de uma caixa de multibanco, um campo de futebol, uma casa mortuária, um local com acesso à internet gratuito e uma escola primária situada em Casal de Esporão e ainda Turismo Rural, aproveitando as excelentes instalações da "Casa dos Ingleses", em Guimarães.

## Associativismo
A maior parte da população dedica-se à agricultura e à construção civil. Uns dos principais empregadores da freguesia são, o conceituado Lar de idosos em Carcavelos, e a Associação Cultural Desportiva Recreativa e IPSS , situadas em localidades periféricas da freguesia. Atualmente a povoação mais populosa é a de Travássos. Historicamente, possuem também bastante importância aldeias como Guimarães, Casal de Esporão, Figueiredo, Travássos, France e Bassim. Tem duas associações recreativas e desportivas (promotoras de atividades de convívio relacionadas com a música, os costumes tradicionais e o desporto junto de pessoas de todas as faixas etárias.
- Associação Cultural, Desportiva, Recreativa e de Solidariedade Social de São Pedro de France
- Sede do Coro Mozart - a funcionar na Escola EB1 de Travassós
- Associação Cultural, Recreativa e Desportiva de Guimarães
- Associação de Bassim - a funcionar na Escola EB1 de Bassim
- Rancho Folclórico de São Pedro de France (sede na EB1 do Outeiro)
- Grupo de Cantares de São Pedro de France